# Umalulu (plaats)
Umalulu is een bestuurslaag in het regentschap Oost-Soemba van de provincie Oost-Nusa Tenggara, Indonesië. Umalulu telt 1021 inwoners (volkstelling 2010).